# 산기 철도 호쿠세이선
호쿠세이 선(일본어: 北勢線)은 일본 미에현 구와나시의 니시쿠와나 역부터 이나베시의 아게키 역에 이르는 산기 철도의 철도 노선이다.

## 노선 정보
- 노선 거리 (영업 거리) : 20.4km
- 궤간 : 762mm
- 역 수 : 13역 (기 · 종점역 포함)
- 복선화 구간 : 없음 (전 구간 단선)
- 전철화 구간 : 전 구간 전철화 (직류 750V)
- 폐색 방식 : 자동 폐색식
- 운행 최고 속도 : 45km/h

## 역 목록
| 역명                | 일어 역명    | 역간 거리 | 영업 거리 | 접속 노선                                                                | 소재지   | 소재지   |
| ------------------- | ------------ | --------- | --------- | ------------------------------------------------------------------------ | -------- | -------- |
| 니시쿠와나          | 西桑名       | -         | 0.0       | 긴키 닛폰 철도 E 나고야 선 도카이 여객철도 간사이 본선 요로 철도 요로 선 | 구와나시 | 구와나시 |
| 우마미치            | 馬道         | 1.1       | 1.1       |                                                                          | 구와나시 | 구와나시 |
| 니시벳쇼            | 西別所       | 0.9       | 2.0       |                                                                          | 구와나시 | 구와나시 |
| 렌게지              | 蓮花寺       | 1.5       | 3.5       |                                                                          | 구와나시 | 구와나시 |
| 아리요시            | 在良         | 0.6       | 4.1       |                                                                          | 구와나시 | 구와나시 |
| 호시카와            | 星川         | 1.4       | 5.5       |                                                                          | 구와나시 | 구와나시 |
| 나나와              | 七和         | 1.4       | 6.9       |                                                                          | 구와나시 | 구와나시 |
| 아노                | 穴太         | 1.1       | 8.0       |                                                                          | 이나베군 | 도인정   |
| 도인                | 東員         | 1.7       | 9.7       |                                                                          | 이나베군 | 도인정   |
| 기타오야시로 신호장 | 北大社信号場 | 0.6       | 10.3      |                                                                          | 이나베군 | 도인정   |
| 오이즈미            | 大泉         | 2.1       | 12.4      |                                                                          | 이나베시 | 이나베시 |
| 소하라              | 楚原         | 2.0       | 14.4      |                                                                          | 이나베시 | 이나베시 |
| 오다                | 麻生田       | 3.7       | 18.1      |                                                                          | 이나베시 | 이나베시 |
| 아게키              | 阿下喜       | 2.3       | 20.4      |                                                                          | 이나베시 | 이나베시 |